# Aeródromo de Beas de Segura
El Aeródromo de Beas de Segura (OACI: LEBE) es un aeródromo privado, propiedad del Ayuntamiento de Beas de Segura, se encuentra situado en el paraje conocido como "El Cornicabral", término municipal de Beas de Segura, en la provincia de Jaén, comunidad autónoma de Andalucía, a 6 km de Beas de Segura, en la N-322, (Valencia - Córdoba). El aeródromo está destinado generalmente a la aviación deportiva.

## Características técnicas
- Pistas: una de 1500 m y otra de 700 m de largo por 15 m de ancho en ambas.
- Calle de rodadura de acceso a plataforma.
- Plataforma de estacionamiento de aeronaves de aviación general y deportiva.
- Área terminal (torre de control, hangares, edificio terminal, aparcamientos, varias salas de usos múltiples, un aula para cursos, conferencias, etc., vestuarios con duchas y servicios, almacenes y zona de restauración.).
- Instalaciones para salvamento y extinción de incendios.
- Suministro de combustible: dos depósitos de combustible para aviación, una de Avgas 100LL sin servicio en la actualidad y gasolina sin plomo
- Ayudas a la navegación y aproximación.[2]

## Actividades
Celebración en el verano de 2001 de los II Juegos Aéreos Mundiales, modalidad ultraligeros.[cita requerida]